# Asiento
Asiento (spanisch „Sitz, Abkommen“, besonders „Versorgungsvertrag“) bezeichnete zwischen dem 16. und 18. Jahrhundert einen Vertrag zwischen der spanischen Krone und entweder einer Privatperson oder einer Kompanie, durch den die Krone dem Vertragspartner für einen festgelegten Zeitraum die Bewirtschaftung eines bestimmten Handelsgutes als Monopol verpachtete. Das konnten auch die Verwaltung einer Steuer, ein koloniales Unternehmen, öffentliche Arbeiten, die Rekrutierung von Soldaten oder deren Ausstattung sein. Besondere Bedeutung erlangte der Asiento für die Wirtschaft der spanischen Kolonien in Amerika, da er der Krone feste Einnahmen und die Versorgung der Gebiete mit bestimmten Waren sicherte oder sichern sollte, während das Risiko des Handels beim Vertragspartner lag. 
Die erste Definition und Erforschung des Asientos als besonderes Finanzinstrument in einer Mischform von staatlichem und privatem Anteil geschah durch den französischen Völkerrechtler Georges Scelle 1906. Er wurde für den Sklavenhandel geschaffen und später auf andere Bereiche ausgedehnt. Wichtig war auch der Gebrauch erst durch Spanien, dann durch Portugal und schließlich durch weitere europäische Staaten.